# Равноправие
Равноправие или още равенство пред закона или правен егалитаризъм е принцип, според който всеки човек е субект на същия закон и никой индивид или група няма правни привилегии. Правният егалитаризъм не приема класовата структура, която установява по ред различни правни практики.
Равноправието също така означава равно, еднакво правораздаване, принципът „справедливост за всички“, а не само за тези, които могат да си го позволят. (Curtis)

## Законодателство
Според Конституцията на Република България, чл. 6. (1) „Всички хора се раждат свободни и равни по достойнство и права.“ и (2) „Всички граждани са равни пред закона. Не се допускат никакви ограничения на правата или привилегии, основани на раса, народност, етническа принадлежност, пол, произход, религия, образование, убеждения, политическа принадлежност, лично и обществено положение или имуществено състояние.“